# ウォール・オブ・デス

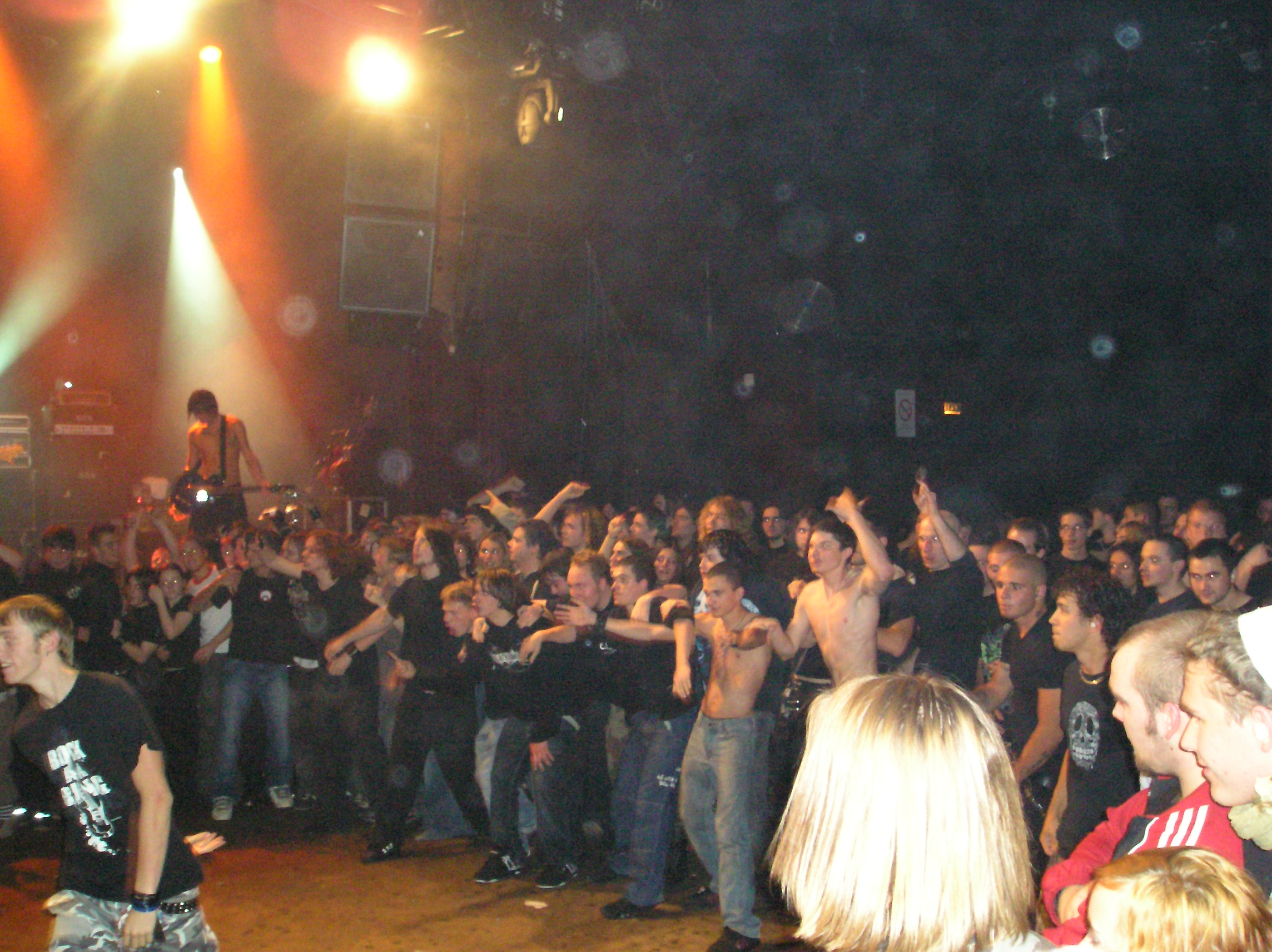
フランス・ストラスブールのライブハウスにおけるウォール・オブ・デスの場面。左右に別れた聴衆のうちの一方の様子。

ウォール・オブ・デス（英: Wall of Death）は、主にロック・コンサートにおいて見られるモッシュの形態の一種。ライブコンサートの観客が、大昔の合戦の如く左右に分かれ、曲が始まった瞬間に全員が体ごと突撃する最も危険なモッシュ。映画『ブレイブハート』に影響を受けたとされ、過去に死者が出たこともある。
ハードコア・バンドのシック・オブ・イット・オールが始祖とされている。日本、台湾ではバンドのSupe(シュープ)が初めて実行した。その後オズフェストでキマイラやラム・オブ・ゴッドが行ったことでこのモッシュは広まった。

## 日本国内のロック・コンサートにおける浸透
日本国内のバンドにおいて、ウォール・オブ・デスを曲中のパフォーマンスとして取り込むケースも存在している。例としてラウドロック・バンドの打首獄門同好会のライブでは、楽曲「きのこたけのこ戦争」の演奏時に左右に分かれた聴衆をそれぞれ「きのこ軍」「たけのこ軍」と命名した上でウォール・オブ・デスを敢行させる演出を行っている。

### パロディ
日本のミュージシャン・岡崎体育はウォール・オブ・デスから着想を得た「ウォーク・オブ・デス」（Walk of Death）を考案している。「ウォーク・オブ・デス」では観客が左右に分かれるまでの流れは踏襲しているが、曲のピークに達したタイミングで静かに歩いた状態を保ちながら元の位置に戻るというものとなっており、「世界一安全」という自負の下でライブにおいてもウォーク・オブ・デスを観客に煽ることがある。